# Wojciech Misiąg
Wojciech Marian Misiąg (ur. 26 grudnia 1951 w Krakowie) – polski ekonomista. W latach 1989–1994 wiceminister finansów, w latach 2011–2013 wiceprezes Najwyższej Izby Kontroli.

## Życiorys
W 1974 ukończył studia w Szkole Głównej Planowania i Statystyki, specjalizując się w zakresie ekonometrii. W 1984 uzyskał stopień doktora nauk ekonomicznych na tej samej uczelni.
Do 1987 pozostawał pracownikiem naukowym Szkoły Głównej Planowania i Statystyki. W latach 1989–1991 zasiadał w radzie nadzorczej FOZZ. W okresie 1984–1989 wchodził w skład Komisji Planowania przy Radzie Ministrów PRL. Następnie do 1994 zajmował stanowisko podsekretarza stanu w Ministerstwie Finansów w pięciu kolejnych rządach, odpowiadając za politykę finansową i budżet. Współpracował z Leszkiem Balcerowiczem przy tworzeniu planu reform gospodarczych. Od 1994 związany zawodowo z Instytutem Badań nad Gospodarką Rynkową.
W okresie 1994–2002 był wykładowcą Wyższej Szkoły Przedsiębiorczości i Zarządzania im. Leona Koźmińskiego. W 2001 został zatrudniony w Wyższej Szkole Informatyki i Zarządzania w Rzeszowie, objął stanowisko profesora tej uczelni.
Zasiadał w szeregu rad nadzorczych przedsiębiorstw finansowych, m.in. PZU i PZU Życie (w drugiej połowie lat 90. jako przewodniczący), a także BGK, Banku Śląskiego oraz Banku Handlowego w Warszawie. W 2003 został doradcą prezesa Najwyższej Izby Kontroli. W 2011 powołany na stanowisko wiceprezesa NIK przez marszałka Sejmu Grzegorza Schetynę. Funkcję tę pełnił do 2013, pozostając następnie w strukturze NIK.

## Odznaczenia
- Krzyż Kawalerski Orderu Odrodzenia Polski (2011)[2][3]
- Złoty Krzyż Zasługi (2009)[4]

## Publikacje
- Finanse publiczne w Polsce. Przewodnik 2002 (współautor), Wyd. IBnGR, Gdańsk 2002.
- Na co idą nasze pieniądze, czyli jak czytać ustawę budżetową (współautor), Wyd. Alinex, Warszawa 2002.
- Public Finance in Poland 1989–2001. Case study of transformation (współautor), Wyd. IBnGR, Warszawa 2002.
- Finansowanie i organizacja kultury w gospodarce rynkowej (współautor), Wyd. IBnGR, Warszawa 2003.
- Finansowe skutki przystąpienia Polski do Unii Europejskiej (współautor), Wyd. IBnGR, Warszawa 2003.
- Samorządowa kasa, czyli na co idą pieniądze w gminach, powiatach i województwach (współautor), Wyd. Alinex, Warszawa 2003.
- Fiscal Transparency in Ukraine (red.), Wyd. IBnGR, Warszawa 2004.
- Planowanie i sprawozdawczość w Zakładzie Ubezpieczeń Społecznych, Funduszu Ubezpieczeń Społecznych i Funduszu Rezerwy Demograficznej (red.), Wyd. IBnGR, Warszawa 2004.